# ホセ・ルイス・モレノ・バローソ
ホセル（Joselu）ことホセ・ルイス・モレノ・バローソ（José Luis Moreno Barroso、1991年3月3日 - ）は、スペイン・アンダルシア州カルタヤ出身の元サッカー選手。現役時代のポジションはFW。

## クラブ経歴
アンダルシア州のカルタヤに生まれ、ビジャレアルCFのカンテラで育成された。2011年10月15日、ラ・リーガのヘタフェCF戦にてトップチームデビューを果たした。
2016年8月28日、3年契約でセグンダ・ディビシオンのCDルーゴに加入した。ルーゴでは、2シーズン目にリーグ戦40試合で23ゴールを挙げ、セグンダの得点王に輝いた。
2020年7月2日、CDテネリフェと3年契約を交わした。しかし、テネリフェでは、加入後22試合で無得点に終わり、2021年8月9日に古巣CDルーゴへレンタルに出された。

## タイトル

### 個人
- セグンダ・ディビシオン得点王 : 1回 (2016-17)